# Eugnosta chalicophora
Eugnosta chalicophora es una especie de polilla de la tribu Cochylini, familia Tortricidae.
Fue descrita científicamente por Razowski en 1999.

## Distribución
Se encuentra en República Dominicana.